# Metaschalis
Metaschalis är ett släkte av fjärilar. Metaschalis ingår i familjen tandspinnare.
Kladogram enligt Catalogue of Life:
| Metaschalis | \| \| Metaschalis argentomaculata \| \| \| \| \| \| Metaschalis disrupta \| \| \| \| |
|             | \| \| Metaschalis argentomaculata \| \| \| \| \| \| Metaschalis disrupta \| \| \| \| |
|             | Metaschalis argentomaculata                                                          |
|             |                                                                                      |
|             | Metaschalis disrupta                                                                 |
|             |                                                                                      |